# Scientologija
Scientologija (angleško Scientology) je skupina prepričanj in njim sorodnih dejavnosti, ki jo je ustvaril pisec znanstvene fantastike L. Ron Hubbard. Čeprav je bila scientologija ustanovljena kot religija, je zaradi velikanskih vsot denarja, ki jih iztržuje iz svojih pripadnikov, ponekod obravnavana kot dobičkonosen kult. Scientologija je zelo kritizirana zaradi svoje pravne in fizične agresivnosti proti svojim nasprotnikom, predvsem odpadnikom iz svojih vrst.
Scientologija uči, da so ljudje nesmrtna in božanska bitja, ki so se oddaljila od svoje narave. Njihova najbolj pomembna duhovna in pridobitna dejavnost je tako imenovano »revidiranje« (angleško auditing), merjenje stopnje »tethana« v osebi z napravo »E-metrom,« ki je v osnovi preprost merilnik električne prevodnosti kože. Revidiranje morajo plačati pripadniki scientologije sami in lahko stane tudi do tisoč dolarjev na uro.